# Pedro Bigas
Pedro Bigas Rigo (ur. 15 maja 1990 w Palma de Mallorca) – hiszpański piłkarz występujący na pozycji obrońcy w SD Eibar.